# آتیلا سالائی
آتیلا سالائی (مجاری: Szalai Attila؛ زادهٔ ۲۰ ژانویهٔ ۱۹۹۸) بازیکن فوتبال اهل مجارستان است.
از باشگاه‌هایی که در آن بازی کرده‌است می‌توان به فنرباغچه اشاره کرد.
وی همچنین در تیم ملی فوتبال مجارستان بازی کرده‌است.